# Danza del Hada de Azúcar

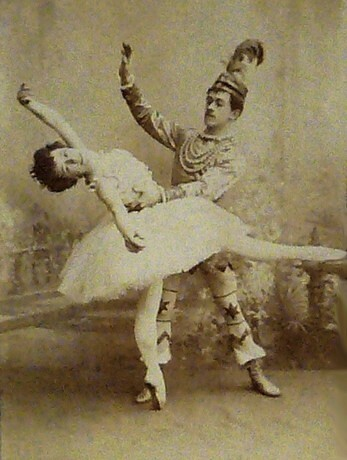
Tarjeta postal con Olga Preobrazhénskaya como Hada de Azúcar y Nikolai Legat como Príncipe Coqueluche

La Danza del Hada de Azúcar (o Danza del Hada Confitada) es una pieza mundialmente famosa que forma parte del ballet Cascanueces (op. 71, n.º 14, Var. 2) de Piotr Ilich Chaikovski, cuyo estreno tuvo lugar el 18 de diciembre de 1892. Se interpreta después del  Divertissement y el Vals de las flores durante el segundo acto, y fue concebido como parte del solo de un pas de deux. La melodía la entona principalmente la celesta, un instrumento que se hizo conocido  por primera vez a través de esta danza. La Danza del Hada de Azúcar también es parte integrante de la suite Cascanueces (op. 71a, n.º 3), obra que apareció antes del ballet y con la que, en contraposición con este último, Chaikovski obtuvo un éxito inmediato.

## Historia
Originalmente en este ballet los roles de Clara — la niña que en la noche de Navidad sueña la historia del Cascanueces y el Rey de los Ratones — y el del Hada de Azúcar eran distintos e independientes uno del otro. Fue recién en 1919, en la puesta en escena de Alexander Alexeyevich Gorsky con el Ballet Bolshói de Moscú que se unifican ambos papeles, como asimismo los del Cascanueces y el príncipe. Además, desde entonces, en vez de jóvenes estudiantes de ballet, bailan adultos interpretando estos papeles. La primera Hada de Azúcar, en el estreno de 1892 en el Teatro Mariinski de San Petersburgo, fue la bailarina Antonietta Dell'Era, que pertenecía a la compañía de ballet de la Ópera estatal de Berlín (Ópera de la Corte real) y que con frecuencia estaba de visita en Rusia. Dell'Era criticó que la actuación del Hada de Azúcar fuese tan breve y logró, para las presentaciones ulteriores, que se ampliara a través de una danza adicional, una Gavota, que no era de Chaikovski, sino del compositor Alfons Czibulka.

## Contexto del contenido

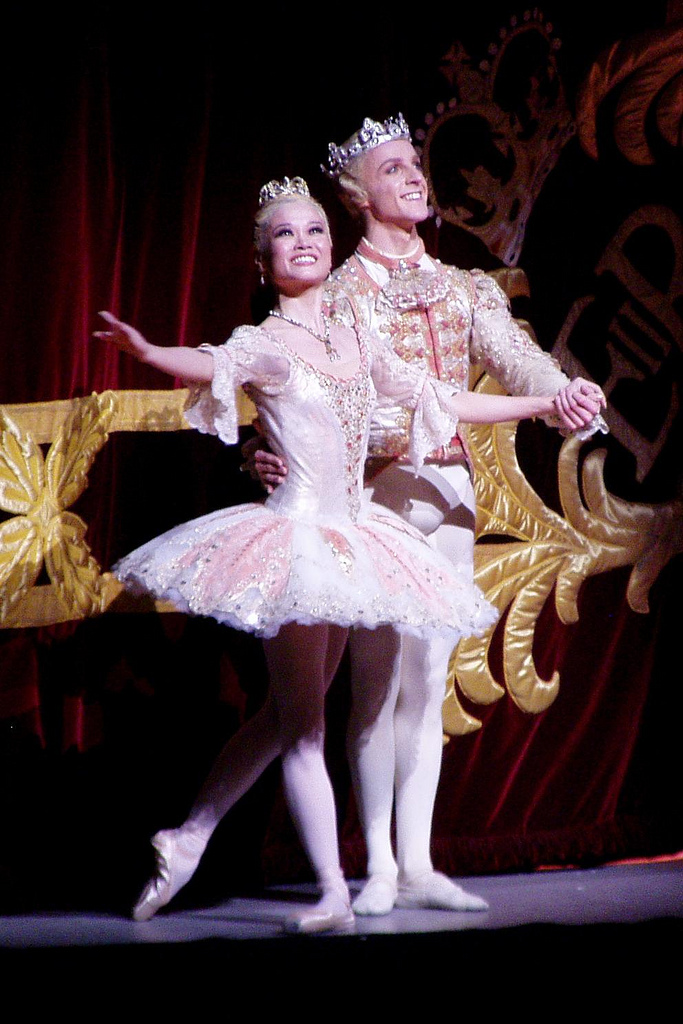
Miyako Yoshida y Steven McRae como Hada de Azúcar y su príncipe. Producción del Royal Ballet del Cascanueces, 2 de diciembre de 2009.

El ballet de Tchaikovski está basado en la trama del cuento de E. T. A. Hoffmann El cascanueces y el rey de los ratones, en la adaptación de Alexandre Dumas (padre) y el libretista Marius Petipa. Por ello, la obra de Chaikovski contiene tanto elementos alemanes como franceses. La Danza del Hada de Azúcar está incluida en las escenas en el Palacio Mágico del Castillo del Azúcar. El ambiente aquí tiene un carácter francés, de modo que el Hada de Azúcar se llama La Fée Dragée y el príncipe, Prince Coqueluche y los otros personajes también tienen nombres franceses. En el palacio hay una fiesta para celebrar la victoria del ejército de soldados de estaño del Cascanueces sobre las tropas del Rey de los Ratones. Se presentan danzas de distintos países. Entonces aparecen en el sueño el Cascanueces como Príncipe y Clara como Hada de Azúcar, quienes bailan un extenso pas de deux. La danza de a dos se interrumpe con un solo de cada uno de ellos: una tarantela del príncipe y la Danza del Hada de Azúcar propiamente.

## Estructura musical
La Danza del Hada de Azúcar se determina en la partitura como Variation II. Pour la Danseuse, es decir, como una danza para la solista. Justo antes de esta danza, se interpreta en el ballet la Variation I. Pour le Danseur, que es una tarantela rápida que danza en solitario el Príncipe Coqueluche. Para el Hada del Azúcar, Chaikovski elige en cambio un tempo más lento de andante non troppo. Al acercarse al final de la pieza, sin embargo, se exige un tempo presto, lo que en las coreografías tradicionales permite que la bailarina que interpreta el Hada de Azúcar pueda danzar en giros rápidos. El la suite del Cascanueces, en cambio, no existe este presto. En contraposición con otras danzas comparables, compuestas en compases ternarios como 3/4 o 3/8, el Hada del Azúcar, está en un compás binario de 2/4. Toda la pieza está en clave de mi menor.
La pieza se introduce con cuatro compases en pizzicato por las cuerdas. La celesta interpreta el primer tema de dieciséis compases. Tras un interludio igualmente de 16 compases que cerca del fin desemboca en una serie de arpegios de la celesta en fortissimo, vuelve a sonar nuevamente el conocido tema de la celesta una octava más alta. El segundo tema en presto se extiende por 32 compases.
El traje de la bailarina en la mayoría de los casos se adapta a la sencillez de las figuras literarias y a su carácter de juguete infantil. En lugar del vestido de ballet usual, con una falda que cubre las rodillas, el Hada de Azúcar lleva un vestido que recuerda un disco circular erguido y rígido de modo que se pueden ver las piernas de la bailarina por completo.

## Instrumentación
La pieza está muy marcada por un instrumento en solo que es poco común: la celesta, un piano en el que los martillos percuten placas de metal, que produce un sonido que recuerda a un glockenspiel y que se presenta como instrumento que marca la melodía acompañado por la orquesta. Chaikovski describió este instrumento como una combinación «entre un pequeño piano y un Glockenspiel, con un tono de belleza divina».
La Danza del Hada de Azúcar es una de las primeras composiciones donde se utiliza el instrumento como parte de la orquesta sinfónica y hasta hoy es la pieza más conocida del repertorio clásico para la celesta. Para el caso de que no se encuentre disponible un instrumento tal, Chaikovski permite también la interpretación del solo de celesta con un piano común.

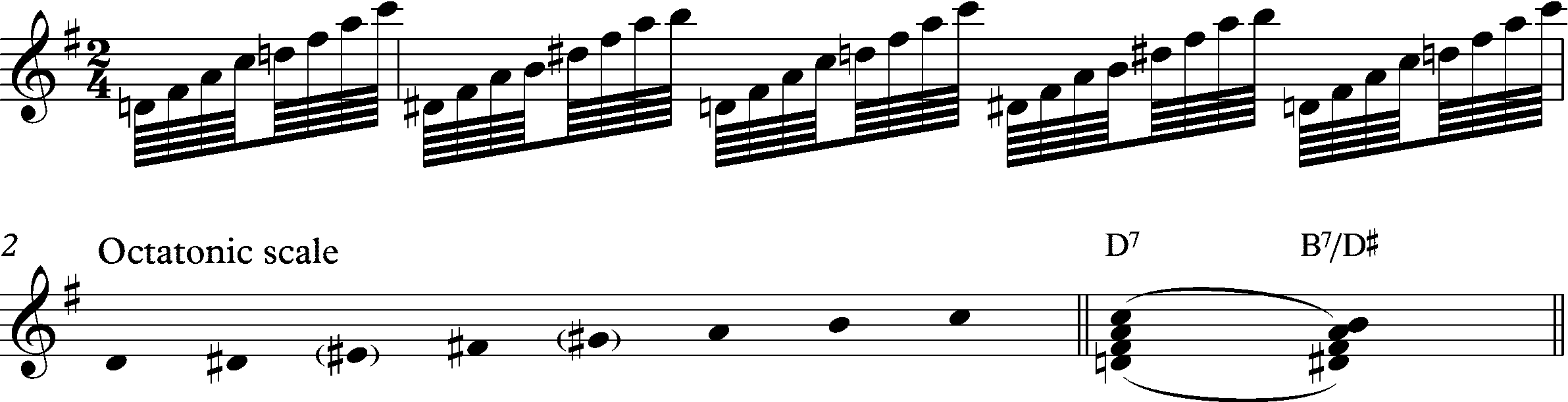
Arpegios en cascada de la celesta; se añaden anotados la escala y los acordes: Re mayor séptima en estado fundamental y Si mayor séptima en primera inversión.

La instrumentación de la orquesta que acompaña a la celesta contempla además entre los vientos madera, tres grandes flautas, dos oboes, un corno inglés, dos clarinetes en la, un clarinete bajo en si bemol y dos fagotes. Como instrumentos de viento metal, Chaikovski exige cuatro trompas en fa. Los instrumentos de cuerda frotada están extremadamente reducidos en esta pieza a cuatro primeros y cuatro segundos violines, cuatro violas, cuatro violoncellos y dos contrabajos. Junto a la celesta, el clarinete bajo tiene un importante rol solista, puesto que complementa la voz melódica clara de campanas con la secuencia decreciente de tonos de una quinta, la que suena tras cada parte de la melodía como un apódosis. Los restantes instrumentos de viento metal (trompetas, trombones y tuba), las arpas, como asimismo los instrumentos de percusión quedan en silencio.

## Adaptaciones
El gran atractivo de esta pieza queda manifiesto en las numerosas reelaboraciones y transcripciones para los más diversos instrumentos:
- En una secuencia de la película de dibujos animados de Disney Fantasía de 1940 aparece la pieza como acompañamiento musical del baile de un hada.[6]
- La Danse de la fée dragée se utilizó en el mundo germanoparlante, por ejemplo, en los discos de cuentos infantiles del sello musical Europa.[7] Entre otros sitios, se encuentra en la musicalización de los cuentos Die Prinzessin auf der Erbse (La princesa del guisante) o Der fliegende Koffer  (la maleta voladora) de Hans Christian Andersen en una grabación del disco de larga duración Tschaikowsky – Ballett-Musik de la Orquesta Sinfónica de Hamburgo, dirigida por Wilhelm Schüchter.[8]
- El tema Dance of the Sugar Plum Fairy está en el álbum That’s Christmas To Me del grupo estadounidense a cappella Pentatonix.[9]
- El álbum navideño Oi to the World! (1996) del grupo punk-rock The Vandals también contiene una adaptación del Hada de Azúcar en la canción Dance of the Sugarplum Fairies.[10]
- En el videojuego Grand Theft Auto IV existe un camión de helados llamado Mr. Tasty en el que el jugador cuando toca la bocina se puede escuchar varias canciones incluyendo a este tema.

## Publicaciones (selección)
LP:
- Nussknacker-Suite, op. 71a Tanz der Zuckerfee – Russischer Tanz. Electrola Gesellschaft m.b.H., Nowawes und Berlin – Grabación de la Orquesta de Filadelfia, Director: Leopold Stokowski
- Suite a. d. Ballett „Der Nußknacker“, op. 71a II. Charaktertänze: b) Tanz der Zuckerfee – c) Trepak (russ. Tanz) – d) Arabischer Tanz – Grabación de la Orquesta Filarmónica de Múnich, Director: Fritz Lehmann

Discos compactos:
- Peter Iljitsch Tschaikowsky: Der Nußknacker-Suite op.71a – Grabación eslovaca de la Orquesta Filarmónica Eslovaca, Orquesta de cámara Conrad von der Goltz, Director: Libor Pešek
- Tchaikovsky*, Karajan*, Wiener Philharmoniker – Ballet Suites Decca Records, julio de 1999 – Orquesta Filarmónica de Viena, Director: Herbert von Karajan